# Abe Akie
Abe Akie (安倍 昭恵 Abe Akie, An Bội Chiêu Huệ) sinh ngày 10 tháng 6 năm 1962, là một nghệ sĩ DJ người Nhật Bản và là phu nhân của cố Thủ tướng Nhật Bản Abe Shinzō. Bà từng là phu nhân của Nội các tổng lý Đại thần cho đến năm 2020 và vợ của cựu Thủ tướng Nhật Bản tại vị lâu nhất lịch sử Nhật Bản.